# 崔璽
崔璽（1457年—？），字元禎，河南懷慶府武陟縣人，軍籍，明朝政治人物。

## 生平
順天府鄉試第三十三名舉人。成化二十三年（1487年）中式丁未科會試第一百七十六名，二甲第七十八名進士。授同州知州。

## 家族
曾祖崔孝先；祖父崔信；父崔亨，母華氏。具庆下。